# Željine
Željine (en serbe cyrillique : Жељине) est un village de Serbie situé dans la municipalité de Čajetina, district de Zlatibor. Au recensement de 2011, il comptait 106 habitants.

## Démographie
| 1948 | 1953 | 1961 | 1971 | 1981 | 1991 | 2002 | 2011 |
| ---- | ---- | ---- | ---- | ---- | ---- | ---- | ---- |
| 347  | 368  | 335  | 293  | 257  | 226  | 153  | 106  |

|  |